# Metro v Amsterdamu
Amsterdamské metro je systém podzemní rychlodráhy v Amsterdamu. Provoz zajišťuje společnost Gemeentelijk Vervoerbedrijf, která má na starosti i tramvaje, trajekty a autobusové linky ve městě. Všechny dopravní systémy používají stejné jízdenky. 
Metro má 4 linky, 3 z nich začínají na vlakovém nádraží Amsterdam Centraal, z čehož dvě spojují Centrum s jihovýchodní částí Amsterdam Zuidoost, linky 53 a 54 spojují centrum s jižním předměstím Amstelveen. Existuje i okružní linka 50, která propojuje Amsterdam Zuidoost se západem bez přechodu centrem města. 
Metro používá standardní rozchod kolejí a napětí 750 V stejnosměrného proudu přes třetí kolejnici. Linka 51 je hybrid mezi metrem a tramvají, používá sdílenou trať mezi Amsterdam Centraal a Zuid a sdílenou trať mezi Zuid a Amstelveen Centrum, která pokračuje jako tramvaj na stanici Westwijk. 